# Karl von Below

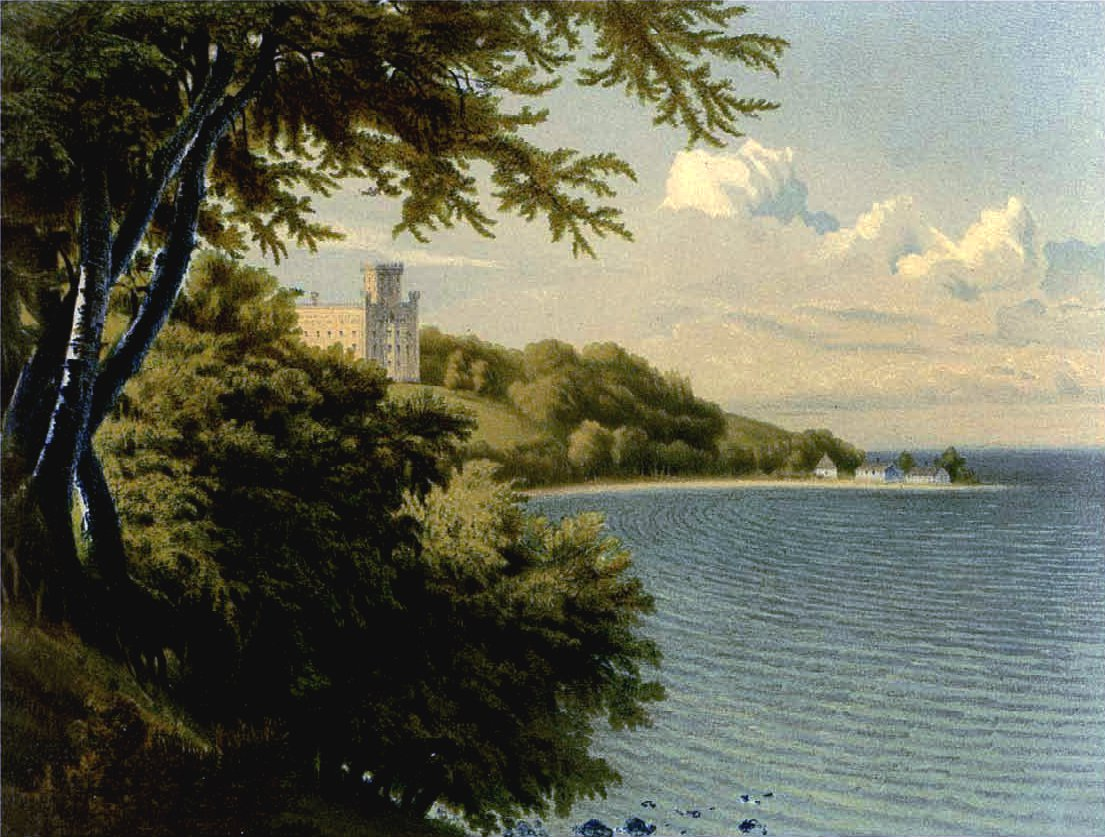
Schloss Rutzau um 1860

Karl Emil Gustav von Below (* 4. Juli 1821 in Berlin; † 30. November 1871 in Rutzau bei Putzig) war ein deutscher Rittergutsbesitzer und Parlamentarier.

## Leben
Karl von Below studierte Rechtswissenschaften an der Ruprecht-Karls-Universität Heidelberg und der Georg-August-Universität Göttingen. 1842 wurde er Mitglied des Corps Guestphalia Heidelberg. Er wurde Besitzer des Ritterguts Rutzau. Von 1859 bis 1861 saß er für den Wahlkreis Danzig 2 im Preußischen Abgeordnetenhaus.